# Мађарски лук (оружје)
Мађарски лук је симетричан, из једног дела и уназад савијени (подвијен) лук. Користио се у средњој Азији, одакле је пренет у Европу. 
Мађарски лук је побољшана верзија хунског лука. Мађари су продужили доњи део лука и направили га симетричним. Ово је допринело повећању домета и прецизности. Побољшање је постало могуће јер су Мађари користили, за разлику од Хуна, седло и узенгије приликом јахања коња. Тако да, када је требало лук и стрелу користити, ратник је могао да се исправи на коњу и тако одапне стрелу. 